# Ponikva
Ponikva – wieś w Słowenii, w gminie Šentjur. W 2018 roku liczyła 488 mieszkańców.